# 教えて!ドクター 家族の健康
『教えて!ドクター 家族の健康』（おしえて ドクター かぞくのけんこう）はBSテレ東（2018年9月まではBSジャパン）で2013年4月7日にスタートした教養番組。第一三共の一社提供。

## 概要
血圧、物忘れ、糖尿病など、家族の会話が上がりそうな健康の悩みをベテラン医師がズバリ解決します。さらにショートドラマ「納谷見家の悩み」もあります。

## 出演者
司会
- 木佐彩子（元フジテレビアナウンサー）

納谷見家
- 勘三：内山森彦
- こころ：東山明美
- 健：江森正明
- 康子：要田禎子

## スタッフ
- ナレーション：徳山靖彦
- 撮影：片海春儀、成田大助、湯原直樹
- 音声：鈴木美奈
- 照明：平塚邦康
- 美術デザイン：三原康博
- 美術制作：田島嘉次
- ヘアメイク：佐藤夏美、市瀬ひとみ
- 衣装協力：En Lechi
- スタイリスト：高橋園子
- 編集：伊藤修一
- MA：森本桂一郎
- 音響効果：江口尚人
- テーマ曲：林久美子
- 監修：山科章（東京医科大学循環器内科主任教授）
- 構成・演出：本多活起
- プロデューサー：替山茂樹（テレビ東京）、本多活起
- 製作：BSテレ東、日経映像

## 放送時間
- 土曜 8:00 - 8:30